# Emery Bayisenge
Emery Bayisenge (Huye, 2 novembre 1994) è un calciatore ruandese, difensore del Gasogi Utd.

## Carriera

### Club
Ha giocato nella massima serie marocchina ed in quella bengalese.

### Nazionale
Nel 2011 ha esordito in nazionale.

## Statistiche

### Cronologia presenze e reti in nazionale
| Cronologia completa delle presenze e delle reti in nazionale ― Ruanda | Cronologia completa delle presenze e delle reti in nazionale ― Ruanda | Cronologia completa delle presenze e delle reti in nazionale ― Ruanda | Cronologia completa delle presenze e delle reti in nazionale ― Ruanda | Cronologia completa delle presenze e delle reti in nazionale ― Ruanda | Cronologia completa delle presenze e delle reti in nazionale ― Ruanda | Cronologia completa delle presenze e delle reti in nazionale ― Ruanda | Cronologia completa delle presenze e delle reti in nazionale ― Ruanda |
| Data                                                                  | Città                                                                 | In casa                                                               | Risultato                                                             | Ospiti                                                                | Competizione                                                          | Reti                                                                  | Note                                                                  |
| --------------------------------------------------------------------- | --------------------------------------------------------------------- | --------------------------------------------------------------------- | --------------------------------------------------------------------- | --------------------------------------------------------------------- | --------------------------------------------------------------------- | --------------------------------------------------------------------- | --------------------------------------------------------------------- |
| 5-9-2019                                                              | Victoria                                                              | Seychelles                                                            | 0 – 3                                                                 | Ruanda                                                                | Qual. Mondiali 2022                                                   | -                                                                     |                                                                       |
| 10-9-2019                                                             | Kigali                                                                | Ruanda                                                                | 7 – 0                                                                 | Seychelles                                                            | Qual. Mondiali 2022                                                   | -                                                                     |                                                                       |
| Totale                                                                |                                                                       | Presenze                                                              | 45                                                                    |                                                                       | Reti                                                                  | 1                                                                     |                                                                       |